# 2012-es brazil labdarúgó-bajnokság (első osztály)
A 2012-es brazil labdarúgó-első osztály, más néven Brasileiro Série A a brazil országos bajnokságok 56-ik szezonja a megalakulása óta. A bajnokság élén a Fluminense csapata végzett.

## Változások az előző idényhez képest
A Série B-ből feljutott a Série A-ba.
- Portuguesa
- Náutico
- Ponte Preta
- Sport Recife

A Série A-ból kiesett a Série B-be
- Athletico Paranaense
- Ceará
- América Mineiro
- Avaí

## A bajnokság alakulása
| 1   | 2   | 3   | 4   | 5   | 6   | 7   | 8   | 9   | 10  | 11  | 12  | 13  | 14  | 15  | 16  | 17  | 18  | 19  |
| BOT | BOT | VAS | VAS | VAS | CRU | ATM | ATM | ATM | ATM | ATM | ATM | ATM | ATM | ATM | ATM | ATM | ATM | ATM |
| 20  | 21  | 22  | 23  | 24  | 25  | 26  | 27  | 28  | 29  | 30  | 31  | 32  | 33  | 34  | 35  | 36  | 37  | 38  |
| ATM | ATM | FLU | FLU | FLU | FLU | FLU | FLU | FLU | FLU | FLU | FLU | FLU | FLU | FLU | FLU | FLU | FLU | FLU |

| 1   | 2   | 3   | 4   | 5   | 6   | 7   | 8   | 9   | 10  | 11  | 12  | 13  | 14  | 15  | 16  | 17  | 18  | 19  |
| CTB | CTB | POR | COR | COR | ATG | ATG | ATG | ATG | ATG | ATG | FIG | FIG | FIG | FIG | ATG | FIG | FIG | FIG |
| 20  | 21  | 22  | 23  | 24  | 25  | 26  | 27  | 28  | 29  | 30  | 31  | 32  | 33  | 34  | 35  | 36  | 37  | 38  |
| FIG | FIG | ATG | ATG | ATG | ATG | ATG | ATG | ATG | ATG | ATG | ATG | ATG | ATG | ATG | ATG | ATG | FIG | FIG |

## Részt vevő csapatok
| Csapat              | Város          | Stadion           | Férőhely |
| ------------------- | -------------- | ----------------- | -------- |
| Atlético Goianiense | Goiânia        | Serra Dourada     | 50,049   |
| Atlético Mineiro    | Belo Horizonte | Independência     | 25,000   |
| Bahia               | Salvador       | Pituaçu           | 32,179   |
| Botafogo            | Rio de Janeiro | Engenhão          | 46,931   |
| Corinthians         | São Paulo      | Pacaembu          | 37,952   |
| Coritiba            | Curitiba       | Couto Pereira     | 37,182   |
| Cruzeiro            | Belo Horizonte | Arena do Jacaré   | 25,000   |
| Figueirense         | Florianópolis  | Orlando Scarpelli | 19,808   |
| Flamengo            | Rio de Janeiro | Engenhão          | 46,931   |
| Fluminense          | Rio de Janeiro | Engenhão          | 46,931   |
| Grêmio              | Porto Alegre   | Olímpico          | 45,000   |
| Internacional       | Porto Alegre   | Beira-Rio         | 56,000   |
| Náutico             | Recife         | Aflitos           | 19,800   |
| Palmeiras           | São Paulo      | Pacaembu          | 37,952   |
| Ponte Preta         | Campinas       | Moisés Lucarelli  | 19,722   |
| Portuguesa          | São Paulo      | Canindé           | 21,004   |
| Santos              | Santos         | Vila Belmiro      | 20,120   |
| São Paulo           | São Paulo      | Morumbi           | 67,428   |
| Sport Recife        | Recife         | Ilha do Retiro    | 30,520   |
| Vasco da Gama       | Rio de Janeiro | São Januário      | 22,150   |

## Tabella
| #   | Csapat                  | M  | GY | D  | V  | G+ – G– | GK  | P  | Megjegyzések                             |
| --- | ----------------------- | -- | -- | -- | -- | ------- | --- | -- | ---------------------------------------- |
| 1.  | Fluminense (B)          | 38 | 22 | 11 | 5  | 61–33   | +28 | 77 | 2013-as Copa Libertadores - csoportkör   |
| 2.  | Atlético Mineiro        | 38 | 20 | 12 | 6  | 64–37   | +27 | 72 | 2013-as Copa Libertadores - csoportkör   |
| 3.  | Grêmio                  | 38 | 20 | 11 | 7  | 56–33   | +23 | 71 | 2013-as Copa Libertadores - selejtező    |
| 4.  | São Paulo               | 38 | 20 | 6  | 12 | 59–37   | +22 | 66 | 2013-as Copa Libertadores - selejtező    |
| 5.  | Vasco da Gama           | 38 | 16 | 10 | 12 | 45–44   | +1  | 58 |                                          |
| 6.  | Corinthians CV          | 38 | 15 | 12 | 11 | 51–39   | +12 | 57 | 2013-as Copa Libertadores - csoportkör 1 |
| 7.  | Botafogo                | 38 | 15 | 10 | 13 | 60–50   | +10 | 55 |                                          |
| 8.  | Santos                  | 38 | 13 | 14 | 11 | 50–44   | +6  | 53 |                                          |
| 9.  | Cruzeiro                | 38 | 15 | 7  | 16 | 47–51   | −4  | 52 |                                          |
| 10. | Internacional           | 38 | 13 | 13 | 12 | 44–40   | +4  | 52 |                                          |
| 11. | Flamengo                | 38 | 12 | 14 | 12 | 38–45   | −7  | 50 |                                          |
| 12. | Náutico Ú               | 38 | 14 | 7  | 17 | 44–51   | −7  | 49 |                                          |
| 13. | Coritiba                | 38 | 14 | 6  | 18 | 53–60   | −7  | 48 |                                          |
| 14. | Ponte Preta Ú           | 38 | 12 | 12 | 14 | 37–44   | −7  | 48 |                                          |
| 15. | Bahia                   | 38 | 11 | 14 | 13 | 37–41   | −4  | 47 |                                          |
| 16. | Portuguesa Ú            | 38 | 10 | 15 | 13 | 39–41   | −2  | 45 |                                          |
| 17. | Sport Recife Ú (K)      | 38 | 10 | 11 | 17 | 39–56   | −17 | 41 | 2013-as Série B                          |
| 18. | Palmeiras (K) (KGY)     | 38 | 9  | 7  | 22 | 39–54   | −15 | 34 | 2013-as Série B                          |
| 19. | Atlético Goianiense (K) | 38 | 7  | 9  | 22 | 37–67   | −30 | 30 | 2013-as Série B                          |
| 20. | Figueirense (K)         | 38 | 7  | 9  | 22 | 39–72   | −33 | 30 | 2013-as Série B                          |

Utolsó frissítés: 2014. december 16. 
Forrás: Football League Tables 
A rangsorolás alapszabályai: 1. összpontszám, 2. egymás elleni eredmények összpontszáma, 3. gólkülönbség, 4. szerzett gólok száma.
(B): Bajnokcsapat, (K): Kieső csapat, (F): Feljutó csapat, (I): Kupainduló, (R): A rájátszás győztese, (KGY): Kupagyőztes

(CV): Címvédő, (Ú): Újonc
1A 2012-es Copa Libertadores címvédőjeként automatikus résztvevője a 2013-as Copa Libertadores csoportkörének.

## Góllövőlista
| # | Játékos       | Csapat           | Gól |
| - | ------------- | ---------------- | --- |
| 1 | Fred          | Fluminense       | 20  |
| 2 | Luís Fabiano  | São Paulo        | 17  |
| 3 | Aloísio       | Figueirense      | 14  |
| 3 | Hernán Barcos | Palmeiras        | 14  |
| 3 | Bruno Mineiro | Portuguesa       | 14  |
| 3 | Neymar        | Santos           | 14  |
| 7 | Kieza         | Náutico          | 13  |
| 7 | Vágner Love   | Flamengo         | 13  |
| 9 | Bernard       | Atlético Mineiro | 11  |
| 9 | Elkeson       | Botafogo         | 11  |